# Horka u Staré Paky (nádraží)
Horka u Staré Paky jsou železniční stanice v západní části obce Horka u Staré Paky okrese Semily v Libereckém kraji nedaleko potoka Olešnice. Leží na jednokolejné neelektrizované trati Pardubice–Liberec.

## Historie
Stanice byla vybudována jakožto součást Jihoseveroněmecké spojovací dráhy (SNDVB), autorem univerzalizované podoby stanice je pravděpodobně architekt Franz Reisemann, který navrhoval většinu výpravních budov této dráhy. Práce zajišťovala brněnská stavební firma bratří Kleinů a Vojtěcha Lanny. 1. června 1858 byl s místním nádražím uveden do provozu celý nový úsek trasy z Jaroměře do Horek, od 1. prosince pak do Turnova. Od 1. května 1859 byl pak zprovozněn celý úsek až do Liberce.

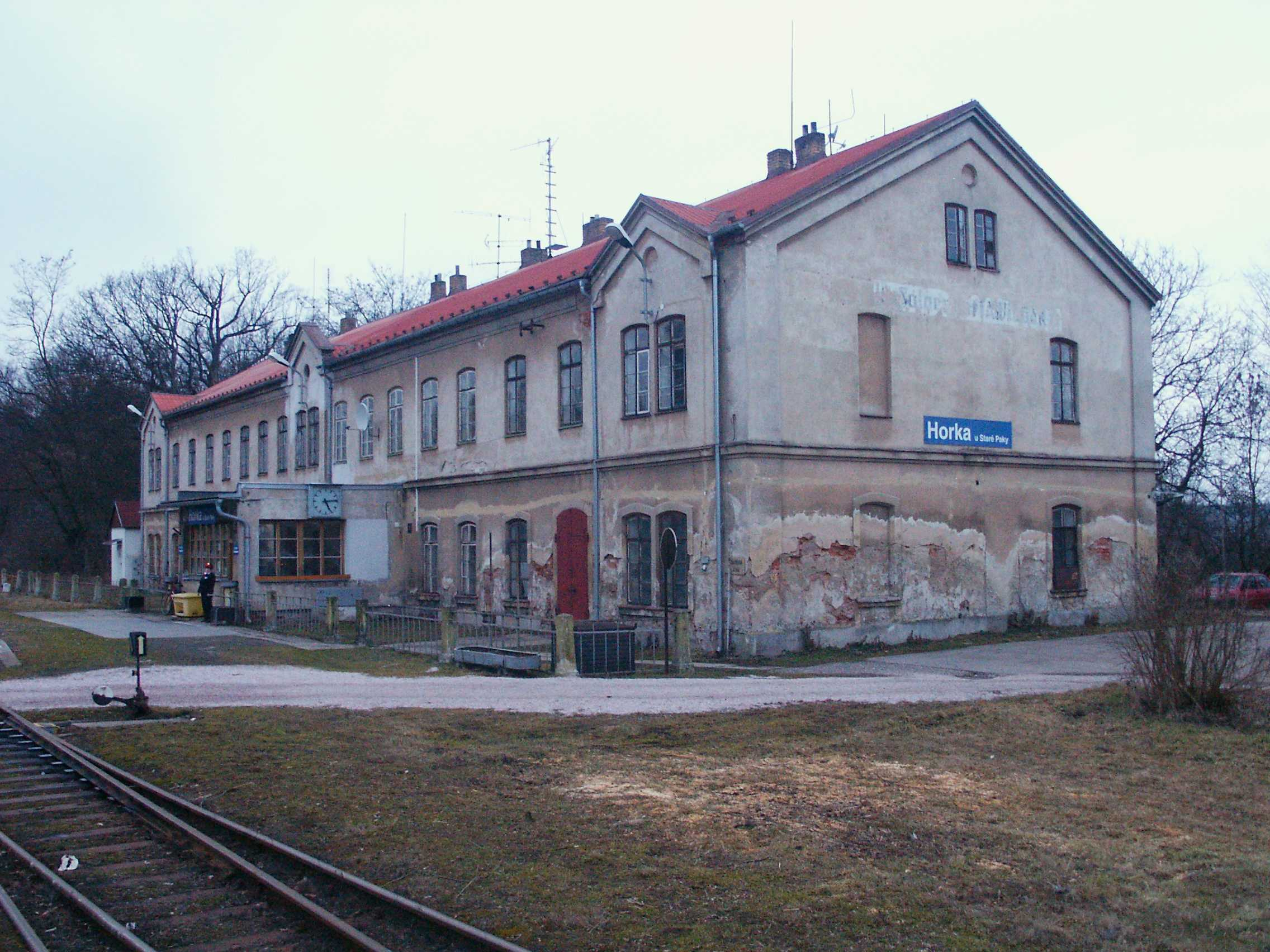
Původní budova nádraží

Po zestátnění SNDVB v roce 1908 pak obsluhovala stanici jedna společnost, Císařsko-královské státní dráhy (kkStB), po roce 1918 pak správu přebraly Československé státní dráhy.
V roce 2015 byla provedena modernizace stanice. Nepotřebná a zchátralá nádražní budova byla v roce 2019 zbourána, v roce 2021 pak byly zlikvidovány zbývající původní drážní objekty s výjimkou skladiště, které bylo zachováno a opraveno.

## Popis
Nachází se zde jedno nekryté poloostrovní nástupiště, na které se přichází přechodem přes kolej.